# Golf von Martaban
Der Golf von Martaban ist ein Meeresarm in der Andamanensee und liegt im südlichen Teil von Myanmar. 
Der Golf ist nach der Hafenstadt Mottama benannt, die früher Martaban hieß. Die Flüsse Saluen, Sittaung und der Yangon, ein Mündungsarm des Irrawaddy, münden in den Golf von Martaban. 
In dem Golf gibt es einen starken Tidenhub. Der Hub bewegt sich zwischen 4 und 7 Metern und der höchste Hub findet am Elephant Point im Westen des Golfes statt. Während der Frühlingszeit beträgt der Hub etwa 6,6 Metern, der sich über eine Fläche von 45.000 km² erstreckt und gilt als der stärkste Tidenhub auf der Erde. Der niederste Hub beträgt durchschnittlich 2,98 m auf einer Fläche von über 15.000 km². Der gesamte Hub erfasst eine Küstenlinie von etwa 150 km.